# تیگر
تیگر (انگلیسی: Tigger) یک شخصیت خیالی و ببر پر جنب و جوش است. او در اصل در سال ۱۹۲۸ در مجموعه داستان خانه‌ای در کنار پو، دنبالۀ کتاب وینی د پو توسط ای. ای. میلن در سال ۱۹۲۶ معرفی شد. مانند دیگر شخصیت‌های پو، تیگر بر اساس یکی از حیوانات عروسکی کریستوفر رابین میلن ساخته شده است. او در نسخه‌های کارتونی دیزنی وینی د پو ظاهر می‌شود و همچنین در فیلم خودش، ماجرای تیگر (۲۰۰۰) ظاهر شده است.
او به‌خاطر راه‌راه‌های نارنجی و مشکی خود، چشم‌های درشت، چانه‌ای بلند، دم فنری و علاقه‌اش به جهش معروف است. همانطور که خودش می‌گوید، «پرش بهترین کاری است که ببرها انجام می‌دهند.» تیگر هرگز از خود به‌عنوان ببر یاد نمی‌کند، بلکه به‌عنوان یک «ببر (Tigger)» یاد می‌کند. اگرچه او اغلب به خود سوم شخص جمع اشاره می‌کند (مثلاً «ببرها عسل دوست ندارند!»)، او معتقد است که خودش «تنها» است.